# Siljor
Siljor eller Mossrotsläktet (Peucedanum) är ett släkte inom familjen flockblommiga växter med omkring 160 arter fleråriga, ofta högväxta örter med vita eller gula, sällan röda blommor, spridda över hela jorden, de flesta i Medelhavsområdet, främre Asien och Nordamerika.
I Sverige förekommer två upprätta, vitblommiga arter: Mossrot och Backsilja. Peucedanum officinale med gula blommor är en populär trädgårdsväxt.